# 893

## Esdeveniments
- Galí III d'Aragó esdevé comte d'Aragó
- Els funcionaris grecs són expulsats de Bulgària. Borís I de Bulgària torna a Pliska, cec, i empresona el seu fill Vladímir. A continuació convoca una assemblea que proclama tsar dels búlgars el seu tercer fill Simeó I el Gran.[1] Simeó transfereix la capital a Preslav. Decideix nomenar un alt clergat eslau abans que un de romà d'Orient. El monjo Climent d'Ocrida, després d'haver evangelitzat Macedònia, és bisbe de Velitsa, a prop d'Ocrida.[2]
- Ambaixades de Silla i dels països del nord-oest de Kyūshū (Hizen, Higo) al Japó.[3]
- Fi de la dinastia Pal·lava a Sud de l'Índia.[4]
- Raid dels Samanides al Talas en el curs del qual una església és transformada en mesquita a la mateixa ciutat de Talas.[5]
- 28 de gener: Carles III de França (l'honest) és coronat rei de França occidental per Foulques a Reims. Amb el suport d'alguns aristòcrates fidels als Carolingis (Foulques, arquebisbe de Reims, bisbes, Balduí II de Flandes, Pepí de Senlis, germà d'Herbert de Vermandois…), porta la lluita per al poder contra Odó I de França. Odó, amb el suport de Guillem I d'Aquitània i de Ricard I de Borgonya, l'ataca i el derrota (894) i Charles ha de refugiar-se a la Borgonya.[6]

- Primavera: els vikings ataquen Wessex; Eduard el Vell, fill d'Alfred el Gran, els derrota a Farnham i els assetja sobre una illa del Tàmesi.[7]

## Naixements
- Lluís IV d'Alemanya, anomenat «el Nen»

## Necrològiques
- Asnar II Galí d'Aragó